# أفنير شاكي
أفنير حاي شاكي (بالعبرية: אבנר-חי שאקי ولد في 5 فبراير 1926 وتوفي في 28 مايو 2005) سياسي إسرائيلي شغل منصب وزير في الحكومة في أواخر الثمانينات وأوائل التسعينات .

## روابط خارجية
- أفنير شاكي على الموقع الإلكتروني للكنيست